# Pleiadianos
Na ufologia, pleidianos, ou alienígenas nórdicos, são extraterrestres humanoides que supostamente vêm das Plêiades e que se assemelham aos nórdicos-escandinavos. Professos contatados os descrevem tendo cerca de dois metros, com longos cabelos loiros, olhos azuis, e pele clara. O ufologista George Adamski é considerado um dos primeiros a alegar contato com alienígenas nórdicos em meados da década de 1950, e estudiosos observam que a mitologia da visitação extraterrestre de seres com características descritas como arianas frequentemente inclui alegações de telepatia, benevolência e beleza física. Faz parte do arcabouço terminológico dos ufólogos.

## História
O historiador cultural David J. Skal escreveu que as primeiras histórias de alienígenas do tipo nórdico podem ter sido parcialmente inspiradas no filme de 1951 O Dia em que a Terra Parou, no qual um extraterrestre chega à Terra para alertar a humanidade sobre os perigos das armas atômicas. A professora do Bates College, Stephanie Kelley-Romano, descreveu as crenças de abdução por alienígenas como "um mito vivo", e observa que, entre os crentes, os alienígenas nórdicos "são frequentemente associados ao crescimento espiritual e ao amor e agem como protetores para os experimentadores."
Na literatura de contatados e de ufologia, os alienígenas nórdicos são frequentemente descritos como seres benevolentes ou mesmo "mágicos" que desejam observar e se comunicar com os humanos e estão preocupados com o meio ambiente da Terra ou com as perspectivas de paz mundial. Os crentes também atribuem poderes telepáticos aos alienígenas nórdicos, e os descrevem como "paternos, vigilantes, sorridentes, afetuosos e juvenis".
Durante a década de 1950, muitos contatados, especialmente aqueles na Europa, alegaram ter encontrado seres que se encaixam nessa descrição. Tais afirmações se tornaram relativamente menos comuns nas décadas subsequentes, conforme o alienígena cinza suplantou o nórdico na maioria dos relatos de encontros extraterrestres.
Com o tempo, a ideia dos pleiadianos se popularizou até se misturar com as crenças Nova Era formando uma religião ufológica. É geralmente aceitado por crentes nestas histórias que os pleiadianos são parte da suposta organização galáctica, inimigos dos reptilianos, e seguidores de uma doutrina religiosa panteísta, vegetariana e com matizes Nova Era.

## Alegações notáveis
- George Adamski afirmou que foi contatado por alienígenas nórdicos em seus livros Flying Saucers Have Landed[10] e Inside the Space Ships.[4]
- Howard Menger [en] afirmou ter contato com alienígenas nórdicos em seus livros, como From Outer Space to You[4][11]
- Travis Walton afirmou ter contato com alienígenas nórdicos em seu livro The Walton Experience.[12]
- Billy Meier afirmou ter sido contatado por pleiadianos.[9]

## Os andromedanos
O ufólogo estadounidense Alex Collier tem afirmado em seus livros que existe outro tipo de extraterrestres nórdicos que provem/provêm da galaxia de Andrómeda, e que ele chamou «andromedanos».
Collier afirma que foi forçado a se esconder e publicar seus livros mais vendidos devido às ameaças de "três homens bem vestidos" que faziam parte de um "programa secreto".
Como o resto dos ufólogos, Collier não tem podido corroborar nenhuma de suas declarações. Inclusive outros ufólogos―como Jared C. H.― acusaram-no de ter perpetrado uma fraude.

## Na cultura popular
- No episódio "Aliens Among Us" do programa de TV Scooby-Doo! Mystery Incorporated, uma loira alienígena nórdica era o disfarce de Sheila O'Flaherty, uma ladrão procurado. Ela e outros dois se disfarçaram de alienígenas, incluindo um Grey e um Reptiliano.[16]
- No videogame Perfect Dark, os antagônicos alienígenas Skedar se disfarçam como alienígenas nórdicos para enganar a humanidade até a submissão.[17]